# Oedothorax brevipalpus
Oedothorax brevipalpus là một loài nhện trong họ Linyphiidae.
Loài này thuộc chi Oedothorax. Oedothorax brevipalpus được Richard C. Banks miêu tả năm 1901.